# John Rymill
John Rymill (ur. 13 marca 1905 w Penoli, zm. 7 września 1968 tamże) – australijski polarnik, uczestnik wypraw Watkinsa na Grenlandię (1930–1931, 1932–1933) oraz kierownik Brytyjskiej Ekspedycji do Ziemi Grahama (ang. British Graham Land Expedition) do Ziemi Grahama i Morza Weddella na Antarktydzie (1934–1937). 

## Życiorys
John Rymill urodził się 13 marca 1905 roku w Penoli w Australii Południowej w rodzinie farmerskiej. W 1906 roku jego ojciec zginął w wypadku motocyklowym. Pierwsze nauki John pobierał u prywatnego nauczyciela, następnie uczęszczał do szkoły w Adelaide, a w latach 1917–1922 do Melbourne Grammar School. 
Fascynowała go literatura o tematyce polarnej. W 1927 roku wyjechał do Wielkiej Brytanii na studia z zakresu nawigacji i miernictwa w Królewskim Towarzystwie Geograficznym i w Scott Polar Research Institute pod kierunkiem Franka Debenhama (1883–1965). Uzyskał wówczas również licencję pilota samolotów. Doświadczenie w ciężkim terenie zbierał podczas wspinaczek w Alpy i dwóch wypraw do Kanady w latach 1928–1929.
W latach 1930–1931 brał udział w British Arctic Air Route Expedition na Grenlandię, zwerbowany przez brytyjskiego badacza Arktyki Gino Watkinsa (1907–1932), pracując jako mierniczy i pilot. Zebrano wówczas wiele danych meteorologicznych i geograficznych, niezbędnych do wytyczenia połączenia lotniczego między Europą a Ameryką Północną. Rymill wykazał się wówczas doskonałymi umiejętnościami narciarskimi i saneczkarskimi. Kiedy inny uczestnik wyprawy Augustine Courtauld (1904–1959) pozostał na lądolodzie grenlandzkim i jego obóz został zasypany śniegiem, Rymillowi udało się go zlokalizować i uratować. Wraz z W. E. Hamptonem przeprawił się saniami z bazy kolo Angmagssalik do Holsteinborg (640 km).  
W drugiej wyprawie Watkinsa na Grenlandię w latach 1932–1933 był już zastępcą dowódcy. Po utonięciu Watkinsa podczas polowania, Rymill, Freddie Spencer Chapman (1907–1971) i Quintin Riley (1905–1980) nie przerwali ekspedycji, kontynuując zbieranie danych do wytyczenia połączenia lotniczego między Europą a Ameryką Północną.  
W latach 1934–1937 Rymill poprowadził Brytyjską Ekspedycję do Ziemi Grahama (ang. British Graham Land Expedition) do Ziemi Grahama i Morza Weddella na Antarktydzie. Była to jedna z najbardziej udanych wypraw antarktycznych owych czasów – odkryto wówczas Cieśninę Jerzego VI, udowodniono, że Ziemia Grahama jest częścią kontynentu antarktycznego i zbadano tereny wokół Morza Weddella.  
Rymill ożenił się w 1938 z geografką Eleanor Mary Francis i razem osiedli na rodzinnej farmie Rymilla w Penoli. Podczas II wojny światowej pozostawał w rezerwie armii australijskiej.  
Rymill zginął w wypadku samochodowym 7 września 1968 roku w Penoli.

## Odznaczenia, członkostwa i nagrody
- 1930–1931 – Medal Polarny (Arktyka) (ang. British Service Polar Medal with Arctic bar)[1]
- 1934–1937 – Medal Polarny (Antarktyda) (ang. British Service Polar Medal with Antarctic bar)[1]
- 1938 – medal Królewskiego Towarzystwa Geograficznego (ang. Founders Medal)[1]
- 1939 – medal Amerykańskiego Towarzystwa Geograficznego (ang. David Livingstone Centenary Gold Medal)[1]

## Upamiętnienie
Na cześć Rymilla nazwano część zachodniego wybrzeża Ziemi Palmera – Rymill Coast, zatokę na Ziemi Grahama – Rymill Bay oraz szczyt w Prince Charles Mountains – Mount Rymill. 